# Vinay Ambegaokar
Vinay Ambegaokar (* 16. Januar 1934 in Nagpur) ist ein indisch-US-amerikanischer Physiker, der sich mit theoretischer Festkörperphysik befasst.
Ambegaokar studierte am Massachusetts Institute of Technology mit dem Bachelor- und Master-Abschluss (1956) und wurde 1960 am Carnegie Institute of Technology bei Walter Kohn in Physik promoviert (Electromagnetic properties of insulators from a many particle point of view). Als Post-Doktorand war er bis 1962 am Niels-Bohr-Institut. 1962 wurde er Assistant Professor und 1968 Professor an der Cornell University, wo er Goldwin Smith Professor wurde.
Er befasst sich mit Theorie der Supraleiter (Josephson-Übergang und dessen Temperaturabhängigkeit, Zerstörung von Supraleitung in ungeordneten Filmen und Drähten u. a.), Supraflüssigkeiten (Filme aus Helium 3 und 4), ungeordneten Systemen und Halbleitern, Transport von Elektronen durch Quantenpunkte.
1983/84 war er als Guggenheim Fellow an der University of California, Santa Barbara, und 1990 mit einem Humboldt-Forschungspreis an der Universität Karlsruhe. Außerdem war er Gastwissenschaftler am All Souls College in Oxford, am Collège de France (dessen Medaille er 1986 erhielt), am Brookhaven National Laboratory, am Raman Research Institute in Bangalore, am IIT Kanpur, den Bell Laboratories und der University of California, Santa Barbara. 1969 bis 1971 war er Direktor des Instituts für Theoretische Physik der Universität Helsinki (deren Medaille er 1971 erhielt) und 1976/77 war er Gastwissenschaftler am Thomas J. Watson Research Center von IBM. Er ist Fellow der American Physical Society (1979). 1965 bis 1967 war er Sloan Research Fellow. 2015 erhielt er den John Bardeen Prize.

## Schriften (Auswahl)
- Thermal Resistance Due to Isotopes at High Temperatures, Physical Review, Band 114, 1959, S. 488
- mit James S. Langer: Friedel Sum Rule for a System of Interacting Electrons, Physical Review, Band 121, 1961, S. 1090
- mit Leo Kadanoff: Electromagnetic Properties of Superconductors, Nuovo Cimento, Band 22, 1961, S. 914
- mit A. Baratoff: Tunneling Between Superconductors, Physical Review Letters, Band 10, 1963, S. 486, Erratum Band 11, 1963, S. 104
- mit Ludwig Tewordt:  Theory of the Electronic Thermal Conductivity of Superconductors with Strong Electron Phonon Coupling, Physical Review, Band 134, 1964, A 805
- mit Allan Griffin: Theory of the Thermal Conductivity of Superconducting Alloys with Paramagnetic Impurities, Physical Review, Band 137, 1965,  A 1151
- Ultrasonic Attenuation in Pure Strong-Coupling Superconductors, Physical Review Letters, Band 16, 1966, S. 1047
- mit J. S. Langer: Intrinsic Resistive Transition in Narrow Superconducting Channels, Physical Review, Band 164, 1967, S. 498
- mit B. I. Halperin: Voltage Due to Thermal Noise in the dc Josephson Effect, Physical Review Letters, Band 22,  1969, S. 1364
- mit B. I. Halperin, J. S. Langer: Hopping Conductivity in Disordered Systems, Physical Review B, Band 4, 1971, S. 2612
- mit N. David Mermin: Thermal Anomalies of He3: Pairing in a Magnetic Field, Physical Review Letters, Band 30, 1973, S. 81
- mit Pierre-Gilles de Gennes:  Landau-Ginsburg Equations for an Anisotropic Superfluid, Physical Review A, Band 9, 1974, S. 2676
- mit B. I. Halperin, D. R. Nelson, Eric D. Siggia: Dynamics of Superfluid Films, Physical Review B, Band 21, 1980, S. 1806
- mit U. Eckern: Coherence and Persistent Currents in Mesoscopic Rings, Physical Review Letters, Band 65, 1990, S. 381
- mit M. Troyer: Estimating errors reliably in Monte Carlo simulations of the Ehrenfest model, American Journal of Physics, Band 78, 2010, S. 150
- Reasoning about luck: Probability and its uses in physics, Cambridge UP 1996, Dover 2017